# Válega (przystanek kolejowy)
Válega (port: Apeadeiro de Válega) – przystanek kolejowy w gminie Ovar, w miejscowości Válega, w dystrykcie Aveiro, w Portugalii. Znajduje się na Linha do Norte.
Jest obsługiwana przez pociągi CP Urbanos do Porto.

## Charakterystyka
Przystanek znajduje się w pobliżu miejscowości Regedoura, od strony Rua do Afreixo.
Posiada dwa tory, oba o długości 647 m oraz dwa perony o długości 192 m i wysokości 90 cm.

## Historia
Linia między stacjami Vila Nova de Gaia i Estarreja, która została wybudowana przez Companhia dos Caminhos de Ferro Portugueses, została otwarta w dniu 8 lipca 1863. Sam przystanek został otwarty 1 listopada 1902.

## Linie kolejowe
- Linha do Norte